# OpenProj
OpenProj(англ. OpenProj) - десктопне кроссплатформне програмне забезпечення для управління проєктами. Доступна для операційних систем Microsoft Windows, Linux, Unix, Mac OS X. Поширюється на умовах ліцензії Common Public Attribution License Version 1.0 (CPAL). Написаний на мові програмування Java. Позиціонується, як відкрита заміна комерційного продукту Microsoft Project.

## Історія
Продукт розроблений у 2007 році компанією волонтерів Marc O'Brien, Howard Katz and Laurent Chretienneau.
У 2008 році права на продукт придбала компанія  Serena Software. Відразу після продажу підтримка продукту була припинена через загрозу судових позовів з боку Microsoft з приводу копіювання інтерфейсних рішень і початковий код був викладений безкоштовно в Інтернет.
У 2012 році за підтримку проєкту взялося співтовариство Linux з розробки Libre office, продукт продовжив випускаєтися групою волонтерів під назвою ProjectLibre.
Стабільна версія 30 жовтня 2012 року - OpenProj 1.4.

## Допоміжні посилання
- OpenProj [Архівовано 21 грудня 2014 у Wayback Machine.] on Sourceforge
- ProjectLibre official website [Архівовано 27 квітня 2014 у Wayback Machine.]
- ProjectLibre on Sourceforge [Архівовано 27 квітня 2014 у Wayback Machine.]